# Selección de balonmano en silla de ruedas de los Países Bajos
La selección de balonmano en silla de ruedas de los Países Bajos es el equipo nacional de balonmano en silla de ruedas de los Países Bajos y está controlado por la Asociación de Balonmano de los Países Bajos. Países Bajos ganó las dos únicas ediciones del Torneo Europeo de Naciones de Balonmano en Silla de Ruedas.

## Participaciones

### Torneo Europeo de Naciones de Balonmano en Silla de Ruedas
| Año  | Resultado    | Pos.              | PJ | G | E | P | GF | GC | Dif. |
| ---- | ------------ | ----------------- | -- | - | - | - | -- | -- | ---- |
| 2015 | Campeones    | Medalla de oro    | 4  | 4 | 0 | 0 | 58 | 36 | +26  |
| 2016 | Campeones    | Medalla de oro    | 4  | 3 | 1 | 0 | 92 | 36 | +56  |
| 2018 | Tercer lugar | Medalla de bronce | 4  | 2 | 0 | 2 | 47 | 39 | 8    |
| 2019 | Cuarto lugar | 4°                | 4  | 1 | 0 | 3 | 31 | 33 | -2   |

## Jugadores

### Equipo actual
El equipo internacional neerlandés en el Torneo Europeo de Naciones de Balonmano en Silla de Ruedas 2018
Entrenador: Piet Neeft
| Jugador              | Club              |
| -------------------- | ----------------- |
| Romee Achterberg     | Quintus           |
| Robert Appelmann     | Westfriesland SEW |
| Martijn Bakker       | Westfriesland SEW |
| Mayenka de Bruin     | CSV Handbal       |
| Martijn Dokkum       | CSV Handbal       |
| William van den Ende | Quintus           |
| Vera Enthoven        | Quintus           |
| Cor's Gravenmade     | Quintus           |
| Joyce van Haaster    | CSV Handbal       |
| Frank Hooning        | CSV Handbal       |
| Bart Neeft           | CSV Handbal       |
| Yves Nkomezi         | Quintus           |
| Maurice Poot         | Quintus           |
| John Schot           | Westfriesland SEW |
| Arie Tamerus         | Quintus           |
| Jarno van Wanrooij   | HCB'92            |